# Wincenty Myjak
Wincenty Myjak (11. července 1876 nebo 1877 Zagorzyn – 10. března 1927 Zagorzyn) byl rakouský politik polské národnosti z Haliče, na počátku 20. století poslanec Říšské rady.

## Biografie
V době svého působení v parlamentu se uvádí jako zemědělec v Zagorzyně.
Pocházel z rolnické rodiny. Vychodil národní školu a navštěvoval gymnázium ve městě Nowy Sącz a Jasło, kde roku 1899 složil maturitu. Od roku 1899 krátce studoval práva na Lvovské univerzitě, ale pak se vrátil do rodné vesnice. Pracoval jako domácí učitel. Zapojil se do veřejného a politického dění. Působil coby starosta v domovském Zagorzyně. Zpočátku sympatizoval se stranou Związek Stronnictwa Chłopskiego okolo Stanisława Stojałowského, od roku 1903 se přiklonil k Polské lidové straně. Od roku 1908 do roku 1913 byl členem jejího předsednictva. V období let 1908–1913 zasedal jako poslanec Haličského zemského sněmu. V rámci Polské lidové strany se vyprofiloval jako oponent Jana Stapińského, s nímž měl osobní špatné vztahy. V roce 1913 náležel mezi iniciátory rozkolu ve straně a byl potom činný v Polské lidové straně „Piast”. Roku 1914 se stal členem jejího předsednictva.

Působil také coby poslanec Říšské rady (celostátního parlamentu Předlitavska), kam usedl ve volbách do Říšské rady roku 1911, konaných podle všeobecného a rovného volebního práva. Byl zvolen za obvod Halič 48.
Uvádí se jako člen Polské lidové strany. Po volbách roku 1911 byl na Říšské radě členem poslaneckého Polského klubu.
V meziválečném období se již výrazněji politicky neangažoval.